# アンドラジュ・ストゥルナ
アンドラジュ・ストゥルナ（スロベニア語: Andraž Struna、1989年4月23日 - ）は、スロベニアの元サッカー選手。元スロベニア代表。現役時代のポジションはDF。

## クラブ歴
NKポルトロジュ・ピランの下部組織出身でトップチームに昇格。2007年にFCコペルに移籍し、2008年にはNKデカニに期限付き移籍。2010年12月にKSクラコヴィアに3年半契約で加入。
2013年夏にギリシャ・スーパーリーグのPASヤニナFCに移籍。2016年6月30日に契約満了。2017年1月18日にスコティッシュ・プレミアシップのハート・オブ・ミドロシアンFCに短期契約で加入。シーズン末に契約延長出来ずに退団。9月6日にメジャーリーグサッカーのニューヨーク・シティFCに移籍。
2018年にキプロス・ファーストディビジョンのアノルトシス・ファマグスタに移籍。
2019年9月27日、ルーマニアのFCヴォルンタリに移籍。2020年9月8日、セリエCのSSDウニオーネ・トリエスティーナ2012に移籍。

## 代表歴
2009年から2010年にかけてU-21代表として出場した。
2012年8月15日のルーマニア代表との親善試合でA代表初出場。2015年3月27日のUEFA EURO 2016予選・グループEのサンマリノ代表戦で代表初得点。

## 個人
弟のアリャジュ・ストゥルナもスロベニア代表のサッカー選手。

## 個人成績
代表での得点一覧
| # | 日附          | 場所                                   | 対戦相手   | 得点 | 結果 | 大会                          |
| - | ------------- | -------------------------------------- | ---------- | ---- | ---- | ----------------------------- |
| 1 | 2015年3月27日 | リュブリャナ・スタディオン・ストジツェ | サンマリノ | 3–0  | 6–0  | UEFA EURO 2016予選・グループE |